# Константинов, Валентин Иванович
Валентин Иванович Константинов — советский военный деятель, государственный и политический деятель, генерал-лейтенант.

## Биография
Родился в 1925 году в Бутурлине. Член КПСС с 1945 года.
С 1942 года — на военной службе, общественной и политической работе. В 1942—1986 гг. — в 156-м запасном стрелковом полку, заместитель начальника погранзаставы 58-го Гродековского ПОГО УПВ НКВД Приморского округа, начальник учебной заставы окружной школы сержантского состава УПВ МВД на Тихом океане, начальник огневой подготовки Куолоярвского ПОГО УПВ МВД-МГБ Карело-Финского округа, в оперативном отделе штаба УПВ МВД-КГБ Дальневосточного округа, начальник 11-го Кингисеппского ПОГО УПВ КГБ Ленинградского округа, заместитель начальника штаба Тихоокеанского пограничного округа КГБ, 1-й заместитель начальника, начальник войск Тихоокеанского пограничного округа КГБ, советник при командующем пограничными войсками ДРА, 1-й заместитель начальника штаба ГУПВ КГБ СССР, заместитель начальника ВПКК КГБ по учебной части. 
Избирался депутатом Верховного Совета РСФСР 9-го созыва.
Умер после 2003 года.